# 王心芳
王心芳（1943年10月—），男，汉族，河北石家庄人，中华人民共和国政治人物，曾任化学工业部副部长，国家环境保护总局副局长，第十届全国政协委员。